# Schirmacher-Massiv
Das Schirmacher-Massiv ist ein inselartiges, 1675 m hohes Massiv an der Black-Küste im Osten des Palmerlands auf der Antarktischen Halbinsel. Es ragt 5 km westlich des Rowley-Massivs am Kopfende des Odom Inlet auf und ist umgeben vom Rankin- und vom Cline-Gletscher.
Das Advisory Committee on Antarctic Names benannte das Massiv 1976 nach Eberhard Georg Schirmacher (1928–2013), Topografieingenieur des United States Geological Survey bei zwei Expeditionen zur Lassiter-Küste (1969–1970 und 1974–1975).